# Abspoel
Abspoel (ook wel gespeld als Abtspoel) was een uithof en landhuis in het Nederlandse dorp Oegstgeest, provincie Zuid-Holland.

## Geschiedenis
Het huis Abspoel was een uithof van de abdij van Egmond. De abt Willem van Mathenes liet in de eerste helft van de 15e eeuw op het goed een huis bouwen. De bijbehorende kapel werd in 1457 ingewijd. 
In 1516 waarde de pest rond en de abt van Egmond zocht toen zijn toevlucht in het huis Abspoel. 
De kapel werd in 1555 afgebroken. 
In 1561 werd Nicolaas van Nieuwland benoemd tot bisschop van Haarlem en hij gebruikte Abspoel als buitenhuis. Toen hij in 1568 door hertog Alva werd gedwongen om zijn bisschopsambt neer te leggen, mocht hij het huis Abspoel behouden. Nicolaas besloot om zich in het voorjaar 1571 definitief terug te trekken op Abspoel, maar moest vanwege de oorlogsomstandigheden een jaar later al weer naar Utrecht vluchten. De Staten van Holland lieten eind dat jaar een inventaris van Abspoel opmaken van zowel de gronden als de inboedel. 
In 1574 werd het huis in brand gestoken door de stad Leiden. Zo wilde men voorkomen dat Spaanse troepen het gebouw konden gebruiken om zich in te verschansen. De ruïne en bijbehorende gronden werden hierna door de Staten van Holland in beslag genomen en in 1591 verkocht aan Leidenaar Foy van Brouchoven. Hij besloot de ruïne te herbouwen tot een kasteelachtige buitenplaats. In 1610 overleed Van Brouchoven en hij liet Abspoel na aan zijn zoon Jacob. Omdat Jacob geen nakomelingen had, werd het na zijn overlijden in 1642 verkocht aan burgemeester Willem Paedts. Abspoel bleef tot in de 18e eeuw binnen de familie Paedts. Willems gelijknamige kleinzoon liet tussen 1712 en 1732 het huis verder uitbreiden en verbeteren.
Abspoel vererfde naar Adriana Barbara van Cruyskercken, die het in 1762 naliet aan Pieter Cornelis baron van Leyden. Zijn dochter Françoise Johanna erfde vervolgens Abspoel. Zij trouwde met Johan Gael. Hun zoon Diederik van Leyden Gael erfde Abspoel. Na zijn dood in 1846 bleef zijn echtgenote Johanna van der Hoop het huis Abspoel gebruiken als buitenhuis.
Johanna overleed in 1862. Het huis Abspoel en de bijbehorende gronden werden nu openbaar geveild. De koper liet het huis in 1863 afbreken. Het voormalige kasteelterrein werd omgevormd tot landbouwgebied.
In de 20e eeuw is het gebied bebouwd met woningen, terwijl in 2017 sportpark Overveer werd geopend. Tijdens archeologisch onderzoek voor het nieuwe sportpark zijn mogelijke resten van bijgebouwen en een gracht van het huis Abspoel aangetroffen.

## Beschrijving
Het 15e-eeuwse huis was omgracht en kan als een omvangrijk bouwwerk worden beschouwd, getuige de zeven schoorstenen die het in 1542 telde.
Bij de herbouw door Foy van Brouchoven eind 16e eeuw zal het oude huis – waarvan nog muren overeind stonden – het uitgangspunt zijn geweest. Dit verklaart de onregelmatige aanleg van vijf vleugels en een dienstgebouw rondom een traptoren. De vleugels en het dienstgebouw werden afgedekt door zadeldaken tussen trapgevels. Voor het huis lag een plein met een poortgebouw. Het huis werd door een slotgracht omgeven. Er was een voorhof met koetshuis.
Achter het huis lag een siertuin. Door het terrein waren rechte, van bomen voorziene lanen aangelegd, waarbij de centrale laan uitzicht bood op het Groene Kerkje in Oegstgeest. De tuinen waren in de 19e eeuw ingericht als landschapspark.
Een 18e-eeuwse obelisk uit de tuin is bewaard gebleven en staat bij kasteel Endegeest. De windwijzer is op huis Holmare terechtgekomen en twee tuinvazen gingen naar Groenoord.

## Afbeeldingen

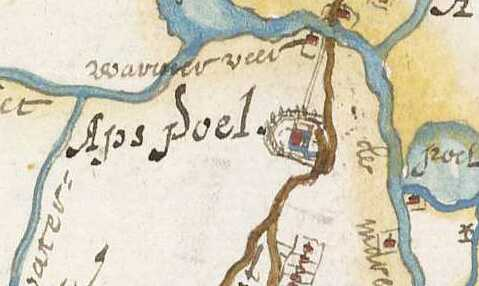
’Caertboeck van Rynland’ (1615), met het huis Abspoel
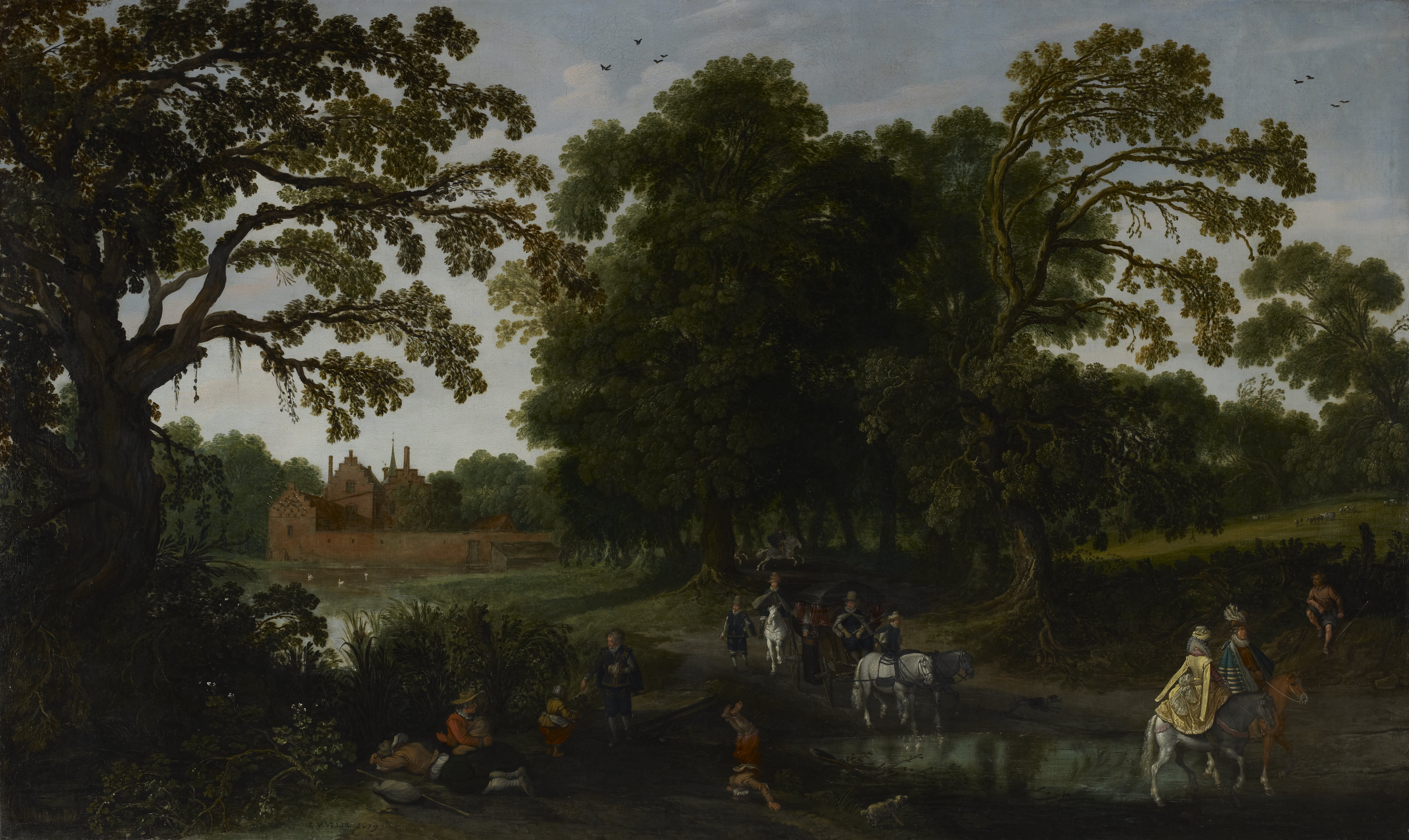
Schilderij uit 1619 van Esaias van de Velde, met kasteel Abspoel links op de achtergrond.
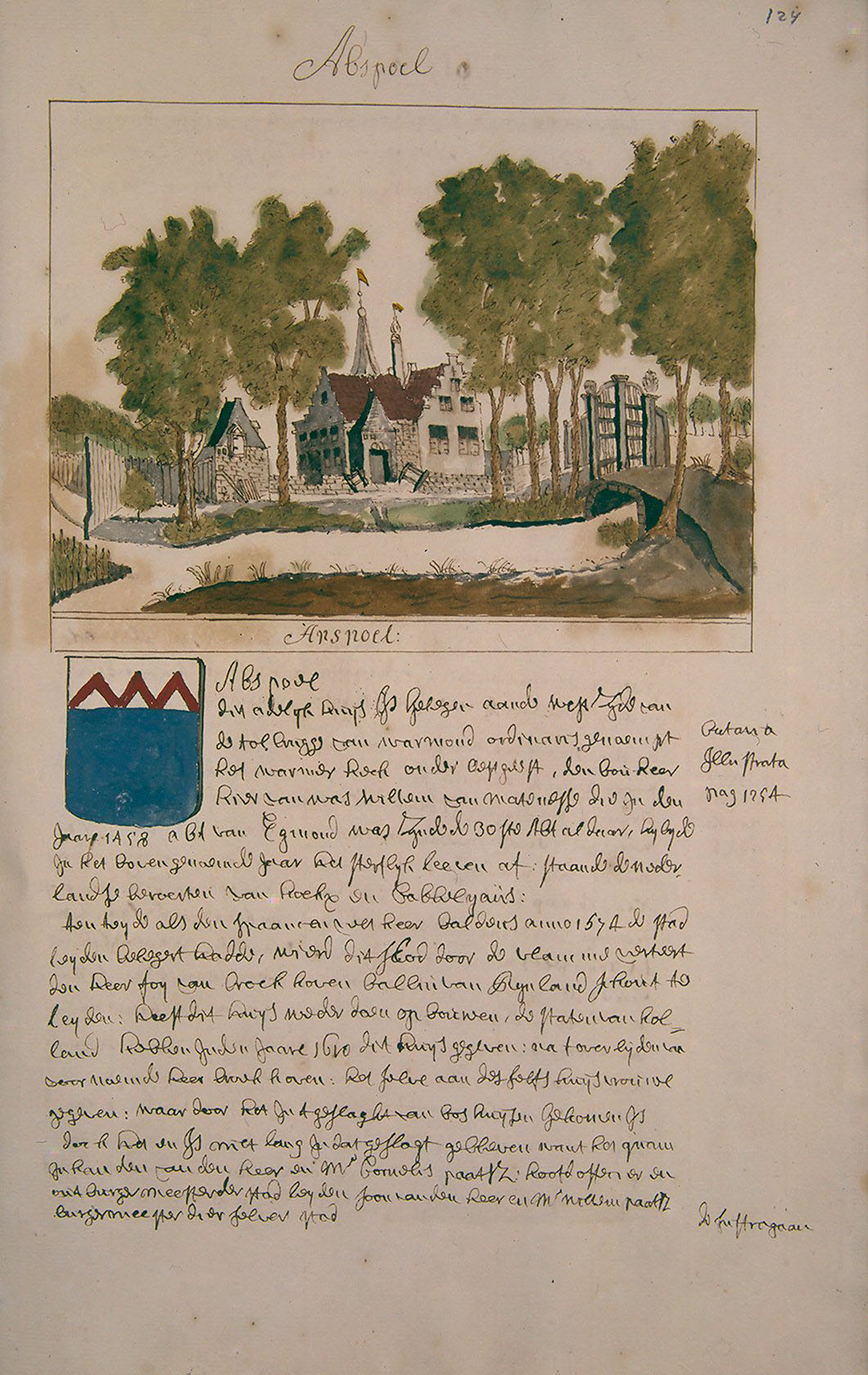
Huis Abspoel in de Atlas Schoemaker (tussen 1710 en 1735).
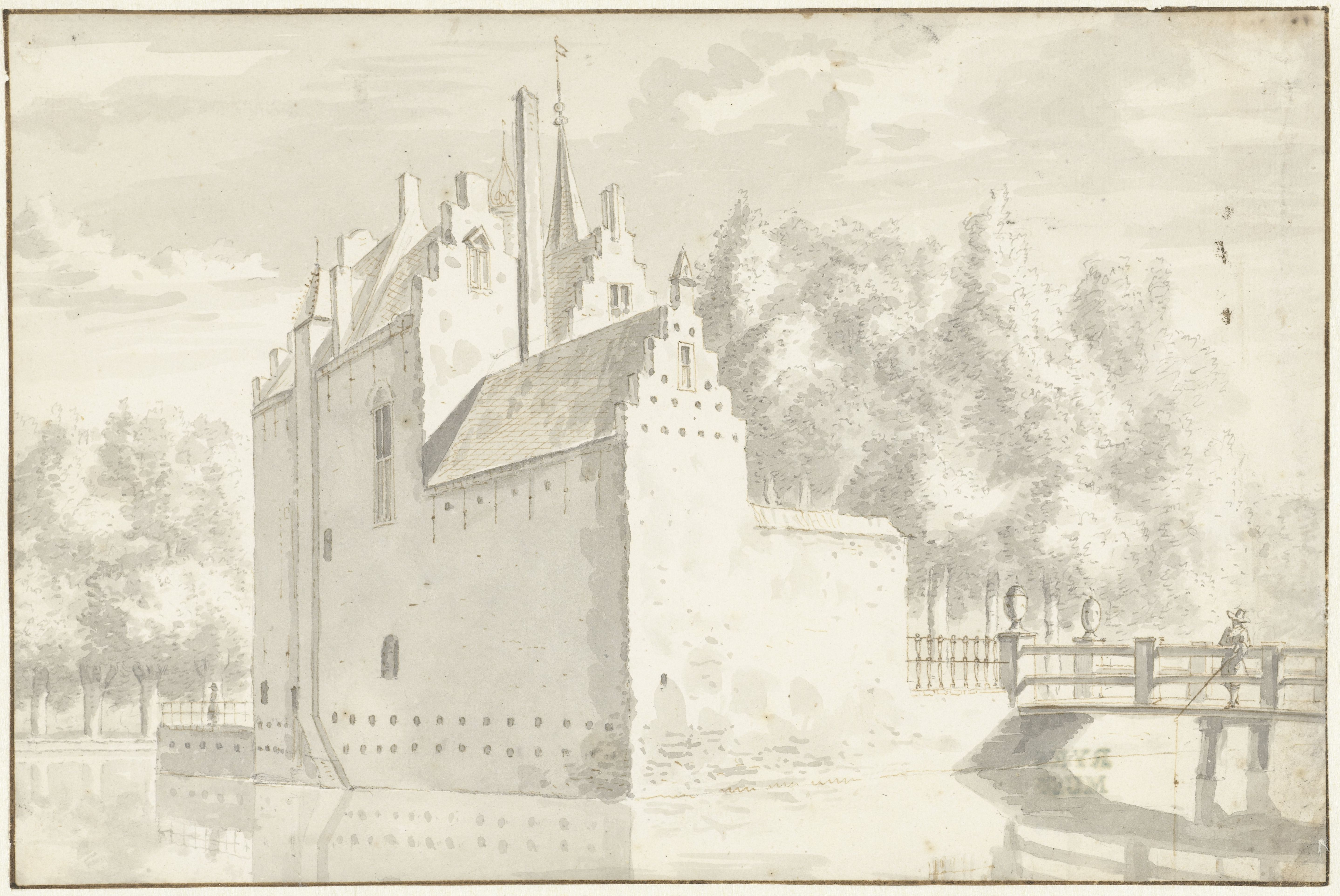
Slot Abspoel, door Abraham de Haen (eerste helft 18e eeuw)

Abbenbroek · Abspoel · Adegeest · Slot Alkemade ·  Altena · Arkelsburg · Bellesteyn · Huis ten Berghe · Binckhorst · Binnenhof · Blijdestein · Te Blotinghe · Boekenburg · Boekhorst · Boshuysen · Bulgersteyn · Burcht (Leiden) · Burcht (Voorne) · Slot Capelle · Coebel · Cranenburg · Crayestein · Cronesteyn · Crooswijk · Develstein · 't Huys Dever · Dirks Steenhuis · Ter Does · Duivenstein · Duivenvoorde · Endegeest · Endepoel · Foreest · Giessenburg · Gravensteen · Groot Haesebroek · 's Heeraartsberg · Hof van Wateringen · Holy · Slot Honingen · Kasteel van de Heren van Arkel · Kasteel van Gouda · Keenenburg · Kasteel Keukenhof · Klein Poelgeest · Huis te Langerak · Langestein · Huis te Liesveld · Ter Lips · De Loo · Madeburcht · Marenburch · Meerburg · Huis te Merwede · Huis ter Mey · Kasteel van der Meye · Niemandsvriend · Noordeloos · Oud-Berendrecht · Oud-Poelgeest · Oud Teylingen · Paddenpoel · Persijn · Groot Poelgeest · Hof van Putten · Puttensteyn · Landgoed De Raephorst · Kasteel Ravesteyn · Kasteel van Rhoon · Rijnegom · Rijnenburg · Huis te Riviere · Rodenburg · Hofstad Rodenrijs · Rodenrijs · Rosenburgh · Huis Roucoop · Santhorst · Schelluinderberg · Schonenburg · Kasteel van Schoonhoven · Souburgh · Spangen · Starrenburg · Huis ter Specke · Steenvoorde · Stenevelt · Slot Teylingen · Den Toll · Torenvliet · Slot Valckesteyn · Huis ter Waard · Warmont · Ter Weer · Hof van Wena · Kasteel Westerbeek · Huis te Woude · Kasteel van IJsselmonde · 't Zand · Huis Zevender · Kasteel aan de Zevender · Zijlhof · Zonneveld · Huis Zuidwijk · Zwieten